# Curgere incompresibilă
În mecanica fluidelor sau, în general, în mecanica mediilor continue, o curgere incompresibilă (sau un proces izocor) se referă la un flux în care densitatea fiecărui element de fluid - un volum infinitezimal care se mișcă cu viteza de curgere - rămâne constantă în timp. O afirmație echivalentă care implică un flux incompresibil este că divergența vitezei de curgere este zero (vedeți demonstrația de mai jos, care ilustrează de ce aceste condiții sunt echivalente).
Curgerea incompresibilă nu înseamnă neapărat că fluidul în sine este incompresibil. Demonstrarea de mai jos arată că, în anumite condiții, chiar și curgerea fluidelor compresibile poate fi modelată ca o curgere incompresibilă cu o aproximare acceptabilă.

## Derivare
Cerința esențială pentru fluxul incompresibil este ca densitatea, {\displaystyle \rho }, să rămână constantă în cadrul unui mic element de volum, dV, care se deplasează cu viteza de curgere u. Din perspectiva matematică, această restricție implică faptul că derivata materială (care va fi discutată ulterior) a densității trebuie să fie zero pentru a asigura un flux incompresibil. Înainte de a impune această restricție, trebuie să aplicăm principiul conservării masei pentru a deriva relațiile necesare. Masa este calculată printr-o integrală de volum a densității, {\displaystyle \rho }:
{\displaystyle {m}={\iiint \limits _{V}\!\rho \,\mathrm {d} V}.}
Principiul conservării masei stipulează că rata de schimbare a masei în interiorul unui volum de control trebuie să fie egală cu fluxul de masă, J, care traversează granițele acestuia. Din perspectiva matematică, această restricție poate fi exprimată sub forma unei integrale de suprafață:
{\displaystyle {\partial m \over \partial t}=-} {\displaystyle S} {\displaystyle \mathbf {J} \cdot \mathrm {d} \mathbf {S} }
Semnul negativ din expresia precedentă sugerează că un flux de masă care se îndreaptă spre exterior provoacă o reducere a masei în interiorul volumului de control în timp. Această convenție se bazează pe orientarea vectorului normal al suprafeței către exteriorul volumului de control. Prin aplicarea teoremei divergenței, putem deduce următoarea relație:
{\displaystyle {\iiint \limits _{V}{\partial \rho  \over \partial t}\,\mathrm {d} V}={-\iiint \limits _{V}\left(\nabla \cdot \mathbf {J} \right)\,\mathrm {d} V},}
prin urmare:
{\displaystyle {\partial \rho  \over \partial t}=-\nabla \cdot \mathbf {J} .}
Derivata parțială a densității în raport cu timpul nu trebuie să fie neapărat zero pentru a obține un flux incompresibil. Această derivată reflectă rata de schimbare a densității în cadrul unui volum de control cu o poziție fixă. Dacă permitem ca derivata parțială a densității în raport cu timpul să fie diferită de zero, nu ne limităm doar la fluide incompresibile, deoarece densitatea poate varia în timp la o poziție fixă, pe măsură ce fluidul curge prin volumul de control. Această abordare păstrează generalitatea ecuațiilor și demonstrează că și fluidele compresibile pot avea un flux incompresibil. Ceea ce ne interesează este schimbarea densității unui mic element de volum, dV, care se deplasează cu viteza de curgere, u. Fluxul este corelat cu viteza de curgere prin funcția următoare:
{\displaystyle {\mathbf {J} }={\rho \mathbf {u} }.}
Astfel, conservarea masei implică faptul că:
{\displaystyle {\partial \rho  \over \partial t}+{\nabla \cdot \left(\rho \mathbf {u} \right)}={\partial \rho  \over \partial t}+{\nabla \rho \cdot \mathbf {u} }+{\rho \left(\nabla \cdot \mathbf {u} \right)}=0.}
Ecuația precedentă, obținută prin aplicarea regulii produsului, este cunoscută sub denumirea de ecuație de continuitate. Acum, vom avea nevoie de următoarea relație care se referă la derivata totală a densității (unde se aplică regula derivării funcțiilor compuse):
{\displaystyle {\mathrm {d} \rho  \over \mathrm {d} t}={\partial \rho  \over \partial t}+{\partial \rho  \over \partial x}{\mathrm {d} x \over \mathrm {d} t}+{\partial \rho  \over \partial y}{\mathrm {d} y \over \mathrm {d} t}+{\partial \rho  \over \partial z}{\mathrm {d} z \over \mathrm {d} t}.}
Astfel, dacă alegem un volum de control care se mișcă cu aceeași viteză ca și fluidul (adică (dx/dt, dy/dt, dz/dt) = u), această expresie se simplifică la derivata materială:
{\displaystyle {D\rho  \over Dt}={\partial \rho  \over \partial t}+{\nabla \rho \cdot \mathbf {u} }.}
Astfel, utilizând ecuația de continuitate derivată anterior, observăm că:
{\displaystyle {D\rho  \over Dt}={-\rho \left(\nabla \cdot \mathbf {u} \right)}.}
Modificarea densității în timp ar implica fie comprimarea, fie expansiunea fluidului (sau o schimbare a masei conținute în volumul nostru constant, dV), ceea ce am interzis prin definiția fluxului incompresibil. Prin urmare, este necesar ca derivata materială a densității să fie zero, iar echivalent (pentru o densitate non-nulă), se impune ca divergența vitezei de curgere să fie zero:
{\displaystyle {\nabla \cdot \mathbf {u} }=0.}
Pornind de la principiul conservării masei și de la restricția ca densitatea din interiorul unui volum de fluid în mișcare să rămână constantă, s-a demonstrat că o condiție echivalentă necesară pentru curgerea incompresibilă este ca divergența vitezei de curgere să fie zero.

## Relația cu compresibilitatea
În anumite domenii, un indicator al incompresibilității unui flux este sensibilitatea densității la fluctuațiile de presiune. Această proprietate este cel mai bine reprezentată prin coeficientul de presiune (inversul modulului de elasticitate cubică)
{\displaystyle \beta ={\frac {1}{\rho }}{\frac {\mathrm {d} \rho }{\mathrm {d} p}}.}
Dacă compresibilitatea este suficient de mică, curgerea este considerată a fi incompresibilă.

## Relația cu câmpul solenoidal
Un flux incompresibil este caracterizat de un câmp de viteze a curgerii solenoidal. Un câmp solenoidal se distinge prin divergența sa nulă, ceea ce înseamnă că fluxul de fluid nu intră sau nu iese din niciun punct din spațiu. Cu toate acestea, un câmp solenoidal poate avea o rotație care nu este zero (adică, o componentă de rotație).
Există o subcategorie semnificativă de fluxuri incompresibile, denumită fluxuri irotaționale. În cazul fluxurilor irotaționale, rotația câmpului vitezei de curgere este de asemenea nulă. Această proprietate adițională implică faptul că câmpul vitezei de curgere este potențial, adică poate fi derivat dintr-o funcție scalară numită potențial scalar de viteză.

## Diferența față de material
După cum s-a definit anterior, un flux incompresibil (izocor) este cel în care:
{\displaystyle \nabla \cdot \mathbf {u} =0.\,}
Aceasta este echivalentă cu afirmația
{\displaystyle {\frac {D\rho }{Dt}}={\frac {\partial \rho }{\partial t}}+\mathbf {u} \cdot \nabla \rho =0}
adică derivata materială a densității este zero. Prin urmare, dacă urmărim un element material, densitatea sa de masă rămâne constantă. Rețineți că derivata materială constă din doi termeni:
- Primul termen, {\displaystyle {\tfrac {\partial \rho }{\partial t}}}, descrie modul în care densitatea elementului material se modifică în timp la o poziție fixă. Acest termen este cunoscut și sub denumirea de termen de acumulare.

- Al doilea termen, {\displaystyle \mathbf {u} \cdot \nabla \rho }, descrie modificările densității pe măsură ce elementul material se deplasează dintr-un punct în altul. Acesta este termenul de advecție (sau termenul de convecție pentru câmp scalar). Pentru ca un flux să fie considerat incompresibil, suma acestor termeni de acumulare ar trebui să fie zero.

Pe de altă parte, un material omogen, incompresibil, este unul care are o densitate constantă în tot volumul său. Pentru un astfel de material, {\displaystyle \rho ={\text{constant}}}. Această condiție presupune că:
{\displaystyle {\frac {\partial \rho }{\partial t}}=0} și
{\displaystyle \nabla \rho =0} independent.
Din ecuația de continuitate rezultă că:
{\displaystyle {\frac {D\rho }{Dt}}={\frac {\partial \rho }{\partial t}}+\mathbf {u} \cdot \nabla \rho =0\ \Rightarrow \ \nabla \cdot \mathbf {u} =0}
Astfel, materialele omogene sunt predispuse la fluxuri incompresibile, dar nu este valabil și invers. Adică, materialele compresibile pot prezenta un flux incompresibil chiar dacă ele pot fi comprimate.

## Constrângeri de flux aferente
În dinamica fluidelor, un flux este considerat incompresibil dacă divergența vitezei de curgere este zero. Cu toate acestea, în funcție de sistemul de curgere modelat, pot fi utilizate și alte formulări. Câteva versiuni sunt descrise mai jos:
1. Flux incompresibil: {\displaystyle {\nabla \cdot \mathbf {u} =0}}. Această condiție poate implica fie densitate constantă (flux strict incompresibil), fie flux cu densitate variabilă. Setul de densitate variabilă acceptă soluții care includ mici perturbări în câmpurile de densitate, presiune și/sau temperatură, permițând stratificarea presiunii în domeniu.
2. Flux anelastic: {\displaystyle {\nabla \cdot \left(\rho _{o}\mathbf {u} \right)=0}}. Utilizată în principal în domeniul științelor atmosferice, constrângerea anelastică extinde valabilitatea fluxului incompresibil la densitate stratificată și/sau temperatură, precum și la presiune. Acest lucru permite variabilelor termodinamice să se relaxeze la o stare de bază “atmosferică” observată în atmosfera inferioară atunci când sunt utilizate în meteorologie, de exemplu. Această condiție poate fi utilizată și pentru diverse sisteme astrofizice.
3. Flux cu număr Mach scăzut sau pseudo-incompresibilitate: {\displaystyle \nabla \cdot \left(\alpha \mathbf {u} \right)=\beta }. Constrângerea numărului Mach scăzut poate fi derivată din ecuațiile Euler compresibile folosind analiza la scară a mărimilor nedimensionale. Similar cu constrângerea anterioară, aceasta permite eliminarea undelor acustice, dar permite și perturbări mari de densitate și/sau temperatură. Se presupune că fluxul rămâne în limitele unui număr Mach (în mod normal mai mic de 0,3) pentru ca orice soluție care utilizează o astfel de constrângere să fie validă. Similar cu toate fluxurile incompresibile, abaterea presiunii trebuie să fie mică în comparație cu starea de bază a presiunii.[2]

Aceste metode fac ipoteze diferite despre flux, dar toate iau în considerare forma generală a constrângerii {\displaystyle \nabla \cdot \left(\alpha \mathbf {u} \right)=\beta } pentru funcții generale dependente de flux {\displaystyle \alpha } și {\displaystyle \beta }.

## Aproximări numerice
Natura riguroasă a ecuațiilor de curgere incompresibile a condus la dezvoltarea unor tehnici matematice specifice pentru rezolvarea lor. Câteva dintre aceste metode includ:
1. Metoda de proiecție (atât aproximativă, cât și exactă): Această metodă descompune problema în două etape: o etapă de predicție și o etapă de corecție. În etapa de predicție, viteza este estimată folosind o ecuație de advecție nerezolvată. Apoi, se utilizează o ecuație cu divergență zero pentru a corecta viteza și a asigura respectarea constrângerii de incompresibilitate.
2. Tehnica compresibilității artificiale (aproximativă): Această metodă introduce o mică compresibilitate artificială în ecuațiile de curgere incompresibile, transformându-le în ecuații Navier–Stokes compresibile. Acest lucru permite aplicarea metodelor numerice standard pentru rezolvarea ecuațiilor Navier–Stokes.
3. Precondiționarea compresibilității: Această tehnică modifică matricea de sistem a ecuațiilor de curgere incompresibile pentru a îmbunătăți condiționarea sa. Acest lucru poate duce la o convergență mai rapidă a algoritmilor de rezolvare numerică.